# Čihiro Minato
Čihiro Minato (港 千尋, Minato Čihiro; * 25. září 1960, Fudžisawa) je japonský fotograf, filmař a teoretik umění.

## Životopis
Od roku 1995 působí jako profesor na Tama Art University. Mezi jeho hlavní kurátorské práce patří Japonský pavilon na Benátském bienále (Benátky, Itálie) v roce 2007.